# ジーニアス (テレビドラマ)
『ジーニアス』（原題：Genius）は、2017年に始まったアメリカ合衆国のアンソロジー型テレビドラマシリーズ。日本では、『ジーニアス:世紀の天才 アインシュタイン』、『ジーニアス：ピカソ』、『ジーニアス：アレサ』として、第1シーズンから第3シーズンまでナショナル ジオグラフィックで放送された。シーズン4の配信が、Disney+で行われる事が決定した。

## 第1シーズン：アインシュタイン（2017年）
全10話。邦題は『ジーニアス:世紀の天才 アインシュタイン』(原題：Genius)。日本での放送は、2018年1月1日にスタート。物理学者アルベルト・アインシュタインの青年期である1894年と、中年期の1922年を描く。原作はウォルター・アイザックソン著『アインシュタイン その生涯と宇宙』。

### 登場人物（第1シーズン）
※括弧内は日本語吹替
アルベルト・アインシュタイン/中年期
演 - ジェフリー・ラッシュ（稲葉実）
世界的な名声を得るも、ナチスの台頭によりユダヤ人迫害にあう。
アルベルト・アインシュタイン/青年期
演 - ジョニー・フリン（浪川大輔）
ユダヤ系実業家の息子としてドイツに生まれる。親の反対を押し切って物理学の道へ。
エルザ・アインシュタイン/中年期
演 - エミリー・ワトソン（高島雅羅)
アインシュタインの2度目の妻で従姉妹。
ミレヴァ・マリッチ
演 - サマンサ・コリー（桑島法子)
才気あふれる女性。アインシュタインと惹かれ合う。

### 各話一覧（第1シーズン）
| 通算 | 話数 | 題名 原題              | 監督               | 脚本                                                 | 米国放送日    |
| ---- | ---- | ---------------------- | ------------------ | ---------------------------------------------------- | ------------- |
| 1    | 1    | 第一話 "Chapter One"   | ロン・ハワード     | ノア・ピンク、ケン・ビラー                           | 2017年4月25日 |
| 2    | 2    | 第二話 "Chapter Two"   | ミンキー・スピロ   | アンジェラ・バーネット                               | 2017年5月2日  |
| 3    | 3    | 第三話 "Chapter Three" | ミンキー・スピロ   | マーク・ラファティ                                   | 2017年5月9日  |
| 4    | 4    | 第四話 "Chapter Four"  | ケビン・フックス   | ノア・ピンク                                         | 2017年5月16日 |
| 5    | 5    | 第五話 "Chapter Five"  | ケビン・フックス   | ラフ・グリーン                                       | 2017年5月23日 |
| 6    | 6    | 第六話 "Chapter Six"   | ジェームズ・ホーズ | ブライアン・ピーターソン                             | 2017年5月30日 |
| 7    | 7    | 第七話 "Chapter Seven" | ジェームズ・ホーズ | ケリー・サウダーズ                                   | 2017年6月6日  |
| 8    | 8    | 第八話 "Chapter Eight" | ケン・ビラー       | アンジェリーナ・バーネット、フランチェスカ・バトラー | 2017年6月13日 |
| 9    | 9    | 第九話 "Chapter Nine"  | ケン・ビラー       | ケン・ビラー、ラフ・グリーン                         | 2017年6月20日 |
| 10   | 10   | 第十話 "Chapter Ten"   | ケン・ビラー       | マーク・ラファティ                                   | 2017年6月20日 |

## 第2シーズン：ピカソ（2018年）
全10話。邦題は『ジーニアス：ピカソ』(原題：Genius: Picasso)。日本での放送は、2018年7月29日にスタート。パブロ・ピカソのスペインで過ごした幼少期、フランスで画家として過ごした青年期、スペイン内戦や第二次世界大戦を通して波乱の91年間の人生を描く。第1シーズンでアインシュタイン(青年期)を演じたジョニーフリンがアラン・キュニー役で登場している。

### 登場人物（第2シーズン）
※括弧内は日本語吹替
パブロ・ピカソ/中年期
演 - アントニオ・バンデラス（大塚明夫）
20世紀を代表する世界的な画家。スペイン人。
パブロ・ピカソ/青年期
演 - アレックス・リッチ（神谷浩史）
フランスを拠点に創作活動を続ける。
フランソワーズ・ジロー
演 - クレマンス・ポエジー（本名陽子）
画家で美術評論家。ピカソの愛人。
ドラ・マール
演 - サマンサ・コリー（桑島法子）
写真家で画家。ピカソの愛人。
アラン・キュニー
演 - ジョニー・フリン（綿貫竜之介)
フランス生まれの有名俳優。

### 各話一覧（第2シーズン）
| 通算 | 話数 | 題名                   | 監督                   | 脚本                                             | 米国放送日    |
| ---- | ---- | ---------------------- | ---------------------- | ------------------------------------------------ | ------------- |
| 11   | 1    | 第一話 "Chapter One"   | ケン・ビラー           | ケン・ビラー                                     | 2018年4月24日 |
| 12   | 2    | 第二話 "Chapter Two"   | ケン・ビラー           | ケン・ビラー                                     | 2018年4月24日 |
| 13   | 3    | 第三話 "Chapter Three" | ケビン・フックス       | ブライアン・ピーターソン、ケリー・サウダーズ     | 2018年5月1日  |
| 14   | 4    | 第四話 "Chapter Four"  | ケビン・フックス       | ラフ・グリーン                                   | 2018年5月8日  |
| 15   | 5    | 第五話 "Chapter Five"  | ローラ・ベルシー       | ノア・ピンクン                                   | 2018年5月15日 |
| 16   | 6    | 第六話 "Chapter Six"   | ローラ・ベルシー       | マシュー・ニューマン                             | 2018年5月22日 |
| 17   | 7    | 第七話 "Chapter Seven" | グレッグ・ヤイタンズ   | ウェンディ・クラック                             | 2018年5月29日 |
| 18   | 8    | 第八話 "Chapter Eight" | グレッグ・ヤイタンズ   | ステファニー・K・スミス                          | 2018年6月5日  |
| 19   | 9    | 第九話 "Chapter Nine"  | マティアス・ヘルンドル | ラフ・グリーン、アリ・ゴードン・ゴールドスタイン | 2018年6月12日 |
| 20   | 10   | 第十話 "Chapter Ten"   | マティアス・ヘルンドル | マシュー・ニューマン、ノア・ピンク               | 2018年6月19日 |

## 第3シーズン：アレサ（2021年）
全8話。邦題は『ジーニアス：アレサ』（原題：Genius: Aretha）。日本での放送は、2021年6月29日にスタート。1942年のアメリカに生まれ、数々の音楽賞を受賞したソウルの女王、アレサ・フランクリンの人生の足跡を辿る。「貴方だけを愛して」「チェイン・オブ・フールズ」「セイブ・ミー」などの名曲と、人種差別や反戦運動に揺れるアメリカ社会が描かれている。

### 登場人物（第3シーズン）
※括弧内は日本語吹替
アレサ・フランクリン
演 - シンシア・エリヴォ（坂本真綾）
独学で歌とピアノを習得し、生涯で18度のグラミー賞を得る「ソウル・ミュージックの女王」
C・J・フランクリン
演 - コートニー・B・ヴァンス（山路和弘）
アレサの父親で、デトロイトの牧師。
ジェリー・ウェクスラー
演 - デヴィッド・クロス
テッド・ホワイト
演 - マルコム・バレット

### 各話一覧（第3シーズン）
| 通算 | 話数 | 題名 原題                                     | 監督                       | 脚本                                                                   | 米国放送日    |
| ---- | ---- | --------------------------------------------- | -------------------------- | ---------------------------------------------------------------------- | ------------- |
| 21   | 1    | リスペクト "Respect"                          | アンソニー・ヘミングウェイ | スーザン＝ロリ・パークス                                               | 2021年5月21日 |
| 22   | 2    | いつの日か "Until The Real Thing Comes Along" | ニーマ・バーネット         | スーザン＝ロリ・パークス、ダイアナ・ソン                               | 2021年5月21日 |
| 23   | 3    | 正しい行い "Do Right Woman"                   | ニーマ・バーネット         | ネイサン・ルイス・ジャクソン、スーザン＝ロリ・パークス、ダイアナ・ソン | 2021年5月22日 |
| 24   | 4    | 忘れられなくて "Unforgettable"                | ビル・ウッドラフ           | グウェンドリン M. パーカー、スーザン＝ロリ・パークス                   | 2021年5月22日 |
| 25   | 5    | プロテスト "Young, Gifted And Black"          | アンソニー・ヘミングウェイ | スーザン＝ロリ・パークス                                               | 2021年5月23日 |
| 26   | 6    | アメイジング・グレイス "Amazing Grace"        | アンソニー・ヘミングウェイ | ベッキー・モード                                                       | 2021年5月23日 |
| 27   | 7    | チェイン・オブ・フールズ "Chain of Fools"     | アンソニー・ヘミングウェイ | スーザン＝ロリ・パークス                                               | 2021年5月24日 |
| 28   | 8    | 誰も眠らずに "No One Sleeps"                  | アンソニー・ヘミングウェイ | スーザン＝ロリ・パークス                                               | 2021年5月24日 |

## 授賞とノミネート
第69回プライムタイム・エミー賞(リミテッドシリーズ/テレビ映画部門)主演男優賞のジェフリー・ラッシュを含む全10部門でノミネートされ、ジェフリー・ラッシュは、第75回ゴールデングローブ賞(ミニシリーズ・テレビ映画部門)主演男優賞にもノミネートされる。第70回プライムタイム・エミー賞(リミテッドシリーズ/テレビ映画部門)作品賞、(リミテッドシリーズ/テレビ映画部門)主演男優賞のアントニオ・バンデラスを含む全7部門でノミネート。NAACPイメージ・アワード(テレビ映画、ミニシリーズ、ドラマティック・スペシャル部門)では、全5部門でノミネートされ、コートニー・B・ヴァンスが助演男優賞を受賞している。

詳細は「『ジーニアス』受賞・ノミネート一覧」を参照